# Кърни (улица в Сан Франциско)
Улица „Кърни“ (на английски: Kearny Street) е улица в Сан Франциско, щата Калифорния, която върви от ул. „Маркет“ на юг до „Ембаркадеро“ на север. Улица „Кърни“ е кръстена на Стивън У. Карни военен от Мексиканско-американската война, който е бил и един от губернаторите на Калифорния. За разликата от личността, улицата се произнася „Кърни“, а не „Карни“. Улицата се пресича с някои основни улици в Сан Франциско като ул. „Калифорния“ и ул. „Бродуей“.